# Charlies änglar (film)
Charlies änglar (original: Charlie's Angels) är en amerikansk actionfilm från 2000.

## Handling
Filmen är baserad på TV-serien Charlies änglar och precis som i serien kretsar handlingen kring de tre agenterna (änglarna) Natalie (Cameron Diaz), Dylan (Drew Barrymore) och Alex (Lucy Liu) som arbetar för den mystiska Charlie. I denna film får de ett uppdrag att finna en röstigenkännings apparat som har hamnat i fel händer.

## Om filmen
Filmen regisserades av McG, och är 98 minuter lång. McG heter egentligen Joseph McGinty Nichol. Filmen följdes 2003 upp av Charlies änglar – Utan hämningar.

## Rollista (urval)
- Cameron Diaz - Natalie Cook
- Drew Barrymore - Dylan Sanders
- Lucy Liu - Alex Munday
- Bill Murray - John Bosley
- Tim Curry - Roger Corwin
- Crispin Glover - Thin Man
- Luke Wilson - Pete Komisky
- Matt LeBlanc - Jason Gibbons
- Tom Green - Chad
- John Forsythe - Charlie (endast röst)